# Habib Habibou
Mahamadou Habib Habibou (Bria, 16 april 1987) is een Centraal-Afrikaans voetballer, die als aanvaller speelt. Begin 2020 verruilde hij KSC Lokeren Oost-Vlaanderen voor Politehnica Iași. Voordien verdedigde hij de kleuren van onder andere Sporting Charleroi, Zulte Waregem, Stade Rennes, RC Lens, Leeds United AFC, KAA Gent en Maccabi Petah Tikva.

## Clubcarrière

### Sporting Charleroi
Habibou begon te voetballen bij het kleine Vincennes, maar stapte al snel over naar het bekende opleidingscentrum INF Clairefontaine. Ook daar bleef hij maar één seizoen, want hij werd opgemerkt door de Ligue 1-club Paris Saint-Germain FC. Hij bleef daar vier jaar alvorens hij zijn eerste buitenlands avontuur begon bij het Waalse Sporting Charleroi. Daar bleef hij het eerste seizoen nog in het beloftenelftal, maar kreeg ook een kans in de A-selectie. Habibou speelde acht wedstrijden in dat eerste, halve seizoen, maar hij werd nog te licht bevonden en werd uitgeleend aan Tweede Klasse-club AFC Tubeke, waar hij in twee wedstrijden drie doelpunten kon maken. Twee keer werd gelijkgespeeld. In de wedstrijd tegen KV Kortrijk scoorde hij eenmaal (2–2) en tegen AS Eupen vond hij tweemaal het net (3–3).
Het daaropvolgende seizoen maakte hij voor het eerst volwaardig deel uit van de A-kern. Ook deze periode bij Charleroi bleek geen succes: hij kon in tien duels slechts tweemaal scoren. Hij werd datzelfde seizoen nog eens uitgeleend, aan het Roemeense Steaua Boekarest. Hij werd niet lang daarna teruggestuurd naar Charleroi, echter niet zonder dat hij door de harde trainingen van trainer Marius Lăcătuș had leren doorbijten. Na zijn uitleenbeurt speelde Habibou zijn eerste succesvolle seizoen bij Charleroi: in dertig competitieduels was hij goed voor negen doelpunten. Habibou werd dat seizoen, tot zijn ongenoegen, 
geregeld als joker gebruikt. In het seizoen 2009/10 trok hij die lijn door, maar eenzelfde hoeveelheid doelpunten werd niet bereikt.

### Zulte Waregem
Hierna werd Habibou verkocht aan het West-Vlaamse SV Zulte Waregem. Daar brak hij definitief door, want in de reguliere competitie kwam hij in 31 wedstrijden twaalf keer tot scoren. Op de negende speeldag van het seizoen 2012/13 maakte Habibou een hattrick op het veld van SK Lierse. Op 31 januari 2013, de laatste dag van de winterse transferperiode, werd Habibou voor zes maanden uitgeleend aan het Engelse Leeds United AFC.

### KAA Gent
Op 5 januari 2014 tekende Habibou een contract voor drieënhalf seizoen bij KAA Gent, dat hem kocht voor een transfersom van ongeveer één miljoen euro. Gent nam hem ondanks zijn contract tot 2016 over van Zulte Waregem. Hij maakte zijn debuut voor Gent in de bekerwedstrijd tegen KV Kortrijk (1–0 verlies). Habibou hielp zijn nieuwe club aan de kwalificatie voor de halve finale door tijdens de strafschoppenreeks een strafschop te benutten. Vier dagen later maakte hij zijn competitiedebuut voor de Gentenaars tegen datzelfde KV Kortrijk. Habibou maakte tijdens zijn eerste halfjaar bij KAA Gent opvallenderwijs drie hattricks, in de wedstrijden tegen Cercle Brugge, Waasland-Beveren en Lierse.

### Latere jaren
In september 2014 vertrok Habibou van Gent naar het Franse Stade Rennais. In januari 2016 werd hij verhuurd aan Gaziantepspor. Nadat hij terugkeerde bij Rennes maakte hij opnieuw te weinig indruk en in 2017 verkaste Habibou naar RC Lens, waar hij een tweejarig contract tekende. Na 7 doelpunten te hebben gescoord in 13 wedstrijden vertrok Habib Habibou naar Qatar, om voor Qatar SC te spelen. Hij scoorde slechts 1 keer voor de Qatarese club, en hij mocht aan het einde van zijn contract in 2018 transfervrij vertrekken. Habibou werd in september 2018 aangetrokken door Maccabi Petah Tikva.

### Sporting Lokeren
Habibou ondertekende in september 2019 een prestatiegericht contract tot het einde van het seizoen bij Sporting Lokeren. De samenwerking draaide echter op een sisser uit: Habibou scoorde in tien wedstrijden slechts één keer (tijdens een 1-3-nederlaag tegen Excelsior Virton). Aanvankelijk mocht hij daardoor in januari 2020 zelfs niet mee op winterstage naar Nederland, maar uiteindelijk mocht hij tóch mee. Daarin maakte hij geen indruk, waardoor de 0-4-nederlaag tegen KVC Westerlo op 22 december 2019 zijn laatste officiële wedstrijd voor Lokeren bleef.

## Interlandcarrière
Habibou debuteerde in 2016 voor het Centraal-Afrikaans voetbalelftal. Hij speelde de gehele 90 minuten in een kwalificatiewedstrijd voor de Afrika Cup, die met 4-1 verloren ging tegen Congo-Kinshasa. In zijn tweede interland maakte hij zijn eerste doelpunt in internationaal verband, nogmaals in een Afrika-Cup kwalificatie wedstrijd, tegen Rwanda. Mede door zijn goal eindigde de wedstrijd in 2-2.

## Trivia
- Tijdens een thuiswedstrijd op 30 oktober 2010 tegen Lokeren ving Habibou een eend die hij vervolgens achter de reclameborden gooide.[11] Het leverde hem de bijnaam "de eendenvanger van Zulte Waregem" op. Hij werd hiervoor door het interprogramma 'De Betweters' verkozen tot 'Sloef van het Seizoen'.
- Habibou is een neef van mede-Centraal-Afrikaans international Geoffrey Kondogbia.[12]

## Carrière
| Seizoen         | Club                | Land               | Competitie         | Competitie | Competitie | Beker | Beker | Internationaal | Internationaal | Totaal | Totaal |
| Seizoen         | Club                | Land               | Competitie         | Wed.       | Dlp.       | Wed.  | Dlp.  | Wed.           | Dlp.           | Wed.   | Dlp.   |
| --------------- | ------------------- | ------------------ | ------------------ | ---------- | ---------- | ----- | ----- | -------------- | -------------- | ------ | ------ |
| 2006/07         | Sporting Charleroi  | Vlag van België    | Jupiler Pro League | 7          | 0          | 0     | 0     | 0              | 0              | 7      | 0      |
| 2006/07         | → AFC Tubize        | Vlag van België    | Tweede Klasse      | 2          | 3          | 0     | 0     | 0              | 0              | 2      | 3      |
| 2007/08         | Sporting Charleroi  | Vlag van België    | Jupiler Pro League | 10         | 2          | 0     | 0     | 0              | 0              | 10     | 3      |
| 2007/08         | → Steaua Boekarest  | Vlag van Roemenië  | Liga 1             | 8          | 1          | 0     | 0     | 0              | 0              | 8      | 1      |
| 2008/09         | Sporting Charleroi  | Vlag van België    | Jupiler Pro League | 30         | 9          | 2     | 1     | 0              | 0              | 32     | 10     |
| 2009/10         | Sporting Charleroi  | Vlag van België    | Jupiler Pro League | 22         | 5          | 2     | 2     | 0              | 0              | 24     | 7      |
| 2010/11         | Zulte Waregem       | Vlag van België    | Jupiler Pro League | 31         | 12         | 1     | 0     | 0              | 0              | 32     | 12     |
| 2011/12         | Zulte Waregem       | Vlag van België    | Jupiler Pro League | 14         | 2          | 2     | 2     | 0              | 0              | 16     | 4      |
| 2012/13         | Zulte Waregem       | Vlag van België    | Jupiler Pro League | 14         | 6          | 2     | 1     | 0              | 0              | 16     | 7      |
| 2012/13         | → Leeds United AFC  | Vlag van Engeland  | Championship       | 4          | 0          | 0     | 0     | 0              | 0              | 4      | 0      |
| 2013/14         | Zulte Waregem       | Vlag van België    | Jupiler Pro League | 17         | 9          | 3     | 2     | 8              | 1              | 28     | 12     |
| 2013/14         | KAA Gent            | Vlag van België    | Jupiler Pro League | 15         | 11         | 3     | 0     | 0              | 0              | 18     | 11     |
| 2014/15         | KAA Gent            | Vlag van België    | Jupiler Pro League | 3          | 1          | 0     | 0     | 0              | 0              | 3      | 1      |
| 2014/15         | Stade Rennais       | Vlag van Frankrijk | Ligue 1            | 26         | 3          | 1     | 0     | 0              | 0              | 27     | 1      |
| 2015/16         | Stade Rennais       | Vlag van Frankrijk | Ligue 1            | 1          | 0          | 0     | 0     | 0              | 0              | 1      | 0      |
| 2015/16         | → Gaziantepspor     | Vlag van Turkije   | Süper Lig          | 9          | 0          | 2     | 1     | 0              | 0              | 11     | 1      |
| 2016/17         | Stade Rennais       | Vlag van Frankrijk | Ligue 1            | 0          | 0          | 1     | 1     | 0              | 0              | 1      | 1      |
| 2016/17         | RC Lens             | Vlag van Frankrijk | Ligue 2            | 13         | 6          | 0     | 0     | 0              | 0              | 13     | 6      |
| 2017/18         | Qatar SC            | Vlag van Qatar     | Qatari League      | 9          | 1          | 0     | 0     | 0              | 0              | 9      | 1      |
| 2018/19         | Maccabi Petah Tikva | Vlag van Israël    | Ligat ha'Al        | 8          | 1          | 1     | 1     | 0              | 0              | 9      | 2      |
| Carrière totaal | Carrière totaal     | Carrière totaal    | Carrière totaal    | 243        | 72         | 20    | 11    | 8              | 1              | 271    | 84     |